# Michail Grigorjewitsch Itkis

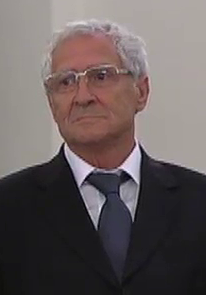
Michail Grigorjewitsch Itkis

Michail Grigorjewitsch Itkis (russisch Михаил Григорьевич Иткис; * 7. Dezember 1942 im Dorf Karatalskoje bei Qarabulaq) ist ein russischer Kernphysiker.

## Leben
Itkis studierte an der Lomonossow-Universität Moskau mit Abschluss 1966. Darauf arbeitete er im Institut für Kernphysik der Kasachischen Akademie der Wissenschaften. 1974 verteidigte er erfolgreich seine Kandidat-Dissertation und 1985 ebenso seine Doktor-Dissertation. 1988 wurde er zum Professor ernannt.
Seit 1993 arbeitet Itkis im Vereinigten Institut für Kernforschung (OIJaI) in Dubna bei Moskau. 1997 wurde er Direktor des G. N. Fljorow-Laboratoriums für Kernreaktionen des OIJaI und 2006 Vizedirektor des Instituts. Seit 2010 vertritt er den Direktor.
Itkis initiierte und leitete im OIJaI das Programm zur Erforschung der Mechanismen der Bildung überschwerer Elemente. Er untersuchte in einer Reihe von Arbeiten die Zerfallsprodukte von Kernspaltungen durch geladene Elementarteilchen und schwere Ionen. Die Ergebnisse erlaubten ein verbessertes Verständnis der asymmetrischen Kernspaltung und des Mechanismus der Verteilung der Massen und Energien bei der Spaltung kalter und heißer Kerne. Seine Arbeiten wurden allgemein anerkannt und stimulierten experimentelle und theoretische Untersuchungen anderer Wissenschaftlergruppen. Mit seiner Beteiligung wurden ein einzigartiger Teilchenbeschleuniger gebaut sowie kernphysikalische Präzisionsmessanlagen zur Untersuchung seltener Prozesse der Bildung und des Zerfalls schwerer Kerne. Seine Arbeiten wurden mehr als 3500 mal zitiert, und sein h-Index ist h = 28.
2011 wurde er zum ordentlichen Mitglied der Academia Europaea gewählt.

## Ehrungen
- Medaille des Ordens Für Verdienste um das Vaterland
- Staatspreis der Russischen Föderation (2010) für die Erschließung eines neuen Stabilitätsbereichs überschwerer Elemente (zusammen mit J. Z. Oganesjan)[8]